# Ingo Stammberger
Ingo Stammberger (* 29. September 1960) ist ein deutscher Veterinärmediziner, war zwei Perioden (November 2012 bis November 2022) Präsident und ist nun Ehrenpräsident der Landestierärztekammer Hessen.

## Ausbildung und berufliche Laufbahn
Nach Abschluss seiner schulischen Ausbildung studierte er von 1981 bis 1986 Tiermedizin an der Tierärztlichen Fakultät der Ludwig-Maximilians-Universität München, wo er daraufhin von 1987 bis 1989 als Wissenschaftlicher Assistent am Institut für Pharmakologie und Toxikologie der Tierärztlichen Fakultät angestellt wurde und 1988 zum Doktor der Veterinärmedizin promovierte. In seiner freien Zeit war er als Trompeter im Akademischen Blasorchester München aktiv.
1989 wechselte er in die pharmazeutische Industrie und wurde Toxikologe in der Arzneimittelentwicklung bei der Hoechst AG in Frankfurt am Main und deren Nachfolgeunternehmen Hoechst Marion Roussel, Aventis und Sanofi-Aventis. In dieser Zeit wurde er 1993 Fachtierarzt für Pharmakologie und Toxikologie. Er machte sich im Jahre 2012 selbständig und arbeitet seitdem als freiberuflicher Fachtierarzt für Pharmakologie und Toxikologie.

## Standespolitiker
Ab 1996 war Stammberger Mitglied der Delegiertenversammlung der Landestierärztekammer Hessen (LTK Hessen) und deren Ausschuss für Fachtierarztanerkennung. Im Jahre 2000 wurde er Mitglied des Vorstands der LTK und 2007 deren Vizepräsident. Am 22. November 2012 wurde er als Nachfolger von Alexander Herzog zum Präsidenten der LTK Hessen gewählt.